# リン酸二水素ナトリウム
リン酸二水素ナトリウム（英語:Sodium dihydrogen phosphate）は、リン酸一ナトリウム（英語:Monosodium phosphate (MSP)、あるいは無水一塩基リン酸ナトリウム（英語:anhydrous monobasic sodium phosphate）とも呼ばれる無機化合物である。ナトリウムイオン(Na+)とリン酸水素イオン(H2PO−
4)から成り、化学式はNaH2PO4で表される。ナトリウムのリン酸塩の1つで、産業用に用いられることも多い。固体状態では、無水物および1水和物、2水和物が知られている。

## 調製と反応
リン酸二水素ナトリウムはリン酸の部分的な中和で得られる。pKaは6.8-7.2である。(pKaを決定する際の物理化学的性質に依存する。)
この塩を169 ℃まで加熱すると二リン酸二水素二ナトリウムが得られる。
{\displaystyle {\ce {{2NaH2PO4}-> {Na2H2P2O7}+ H2O}}}

## 利用
リン酸二水素イオンは食品や硬水の処理に用いられる。食品のpH調整剤には多くのナトリウムのリン酸塩が用いられる。塩化ナトリウムに対しての化学当量値、すなわちE値は0.49である。またこれは4.5当量の水に溶ける。

### 食品添加物
リン酸二水素ナトリウムは動物の餌や歯磨き粉、エバミルクに増粘安定剤および乳化剤として用いられる。

### 医薬品
リン酸二水素ナトリウム無水物と炭酸水素ナトリウムのほぼ等モル混合物を主役とした坐剤が下剤として使用されることがある。直腸に挿入すると、徐々に二酸化炭素を遊離することで腸を刺激し、排便を促す。
カリウムを含有しないため腎不全を有するリン欠乏症者に対し、リン酸二カリウム補正液に替わる輸液として用いる。

### マグネシウムの検出
リン酸二水素ナトリウムは塩の中のマグネシウムイオンを検出できる。マグネシウムイオンを含む希塩酸に塩化アンモニウム、アンモニア水とリン酸二水素ナトリウムの混合溶液を加えると白い沈殿を生じ、マグネシウムイオンを検出できる。